# Kongo (grup humà)

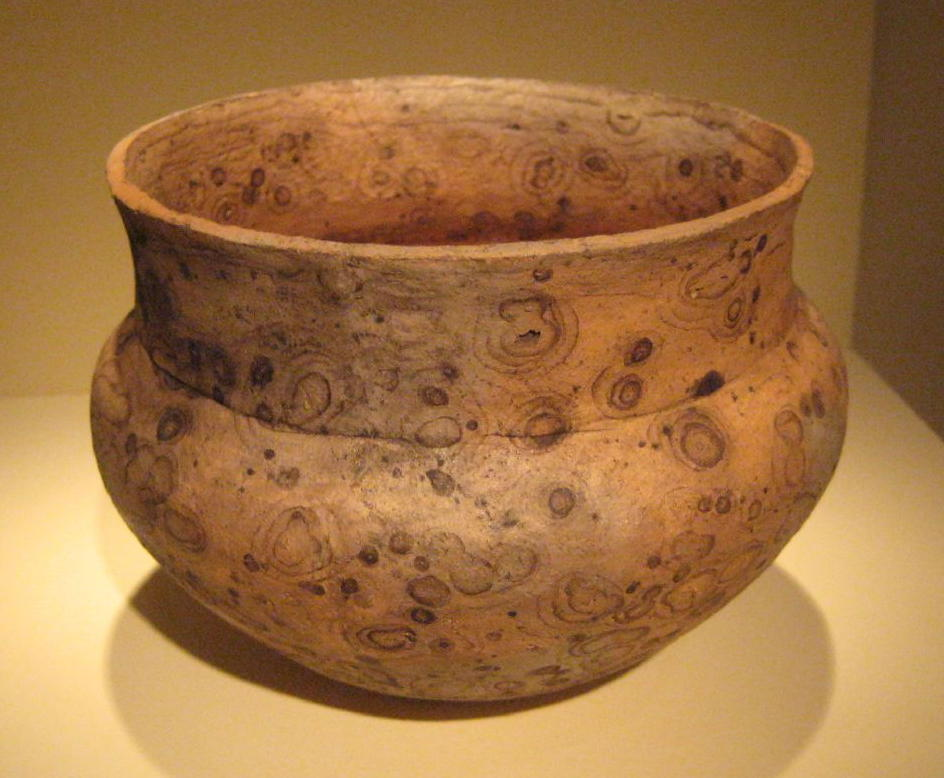
Bol fet pels kongo

Els kongo (també coneguts amb el nom de bakongo, que és el plural de n'kongo (o muKongo) en kikong) viuen a la costa atlàntica d'Àfrica, des de Pointe-Noire (República del Congo) fins a Luanda (Angola) al sud, i fins a la província de Bandundu (República Democràtica del Congo). A finals del segle XX es calculava que eren uns 10.220.000 individus. Els kugnis o kunyi són una ètnia de la República del Congo.

## Cultura i religió

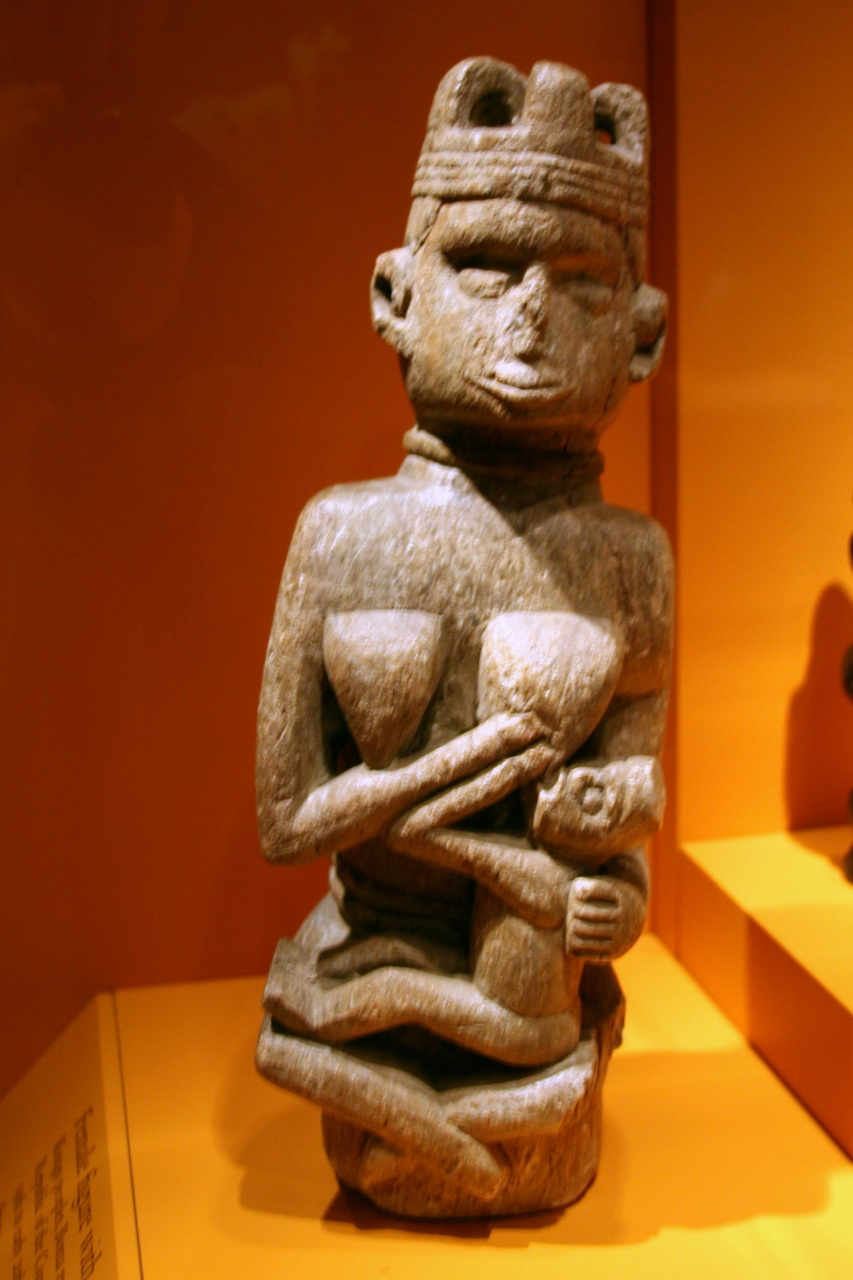
Figura femenina de pedra

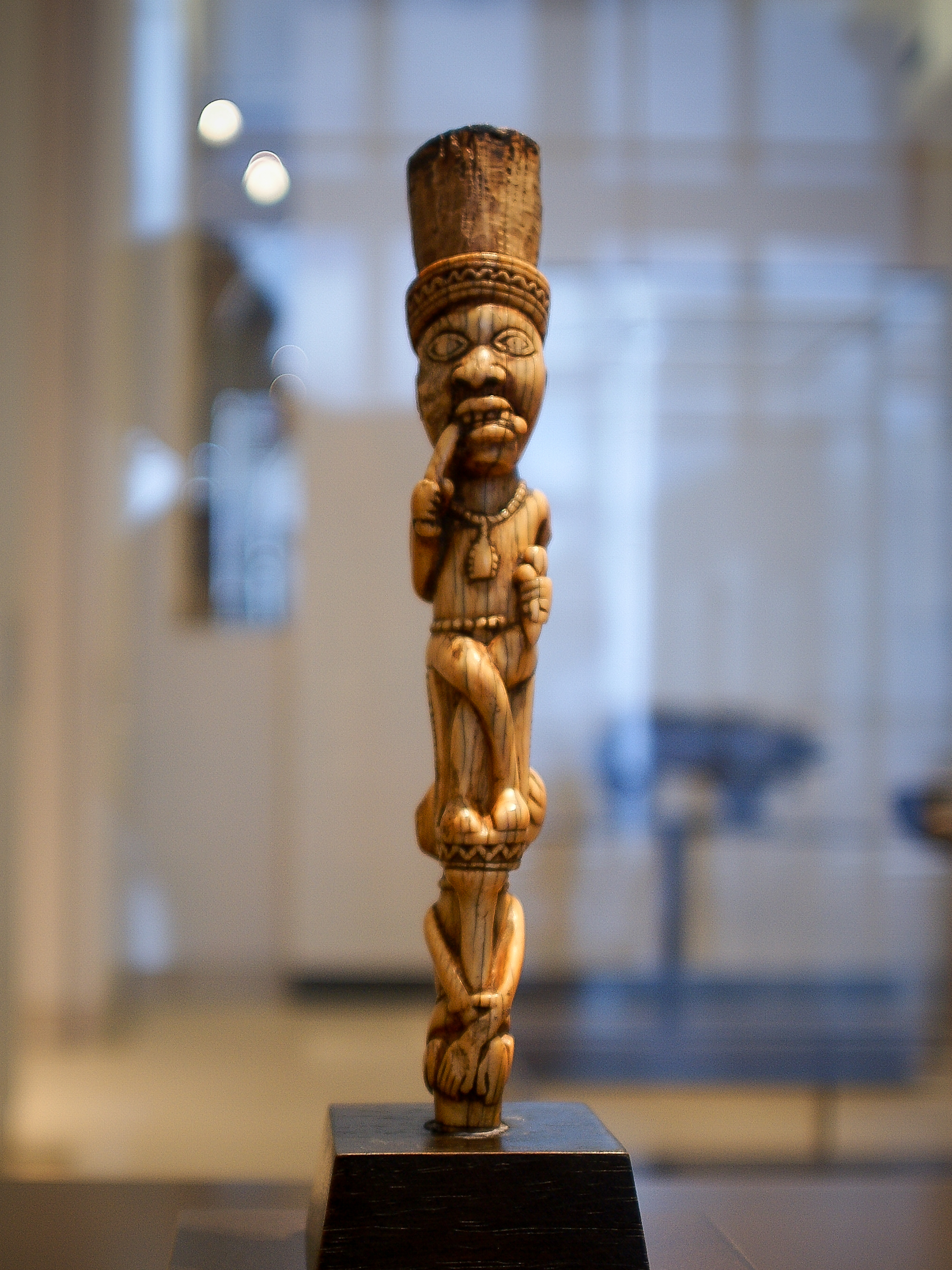
Escultura iombé

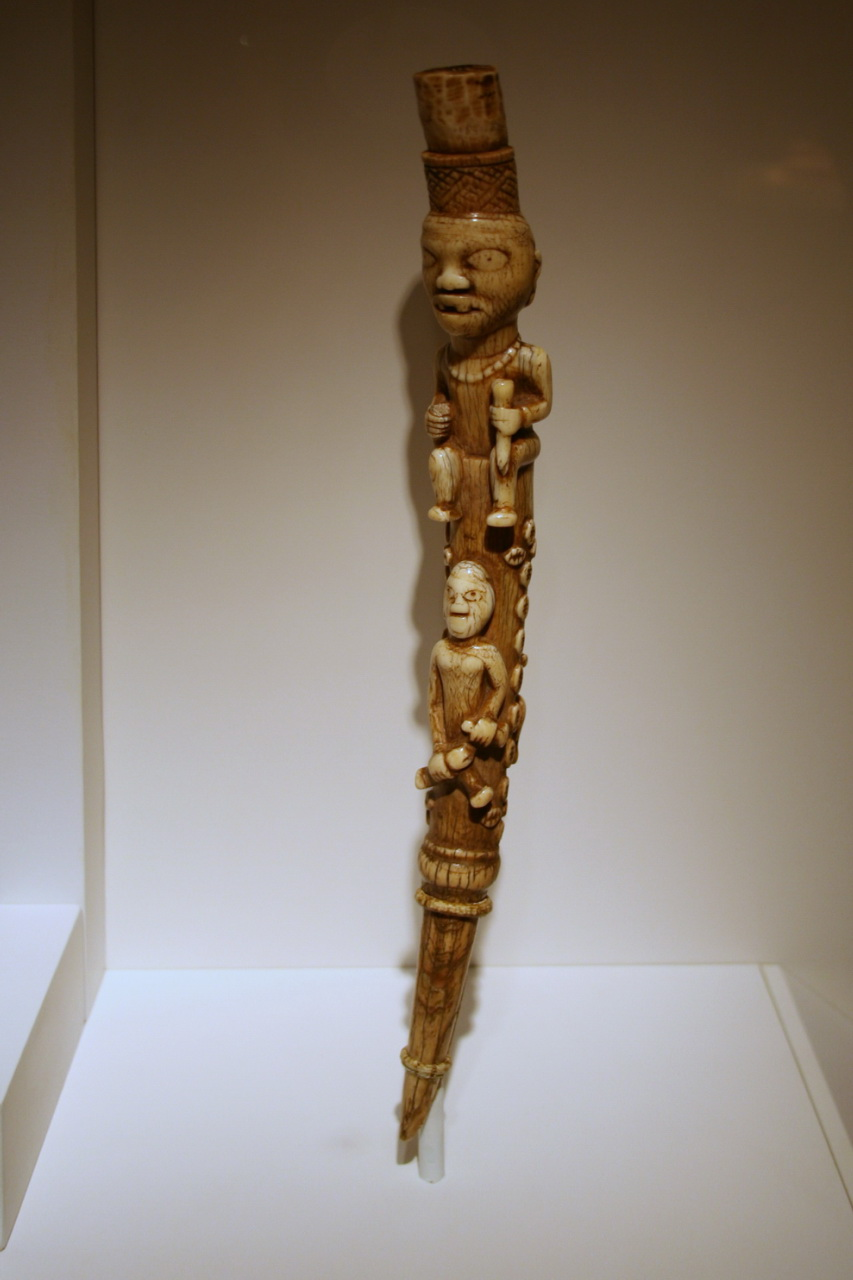
Mànec d'ivori

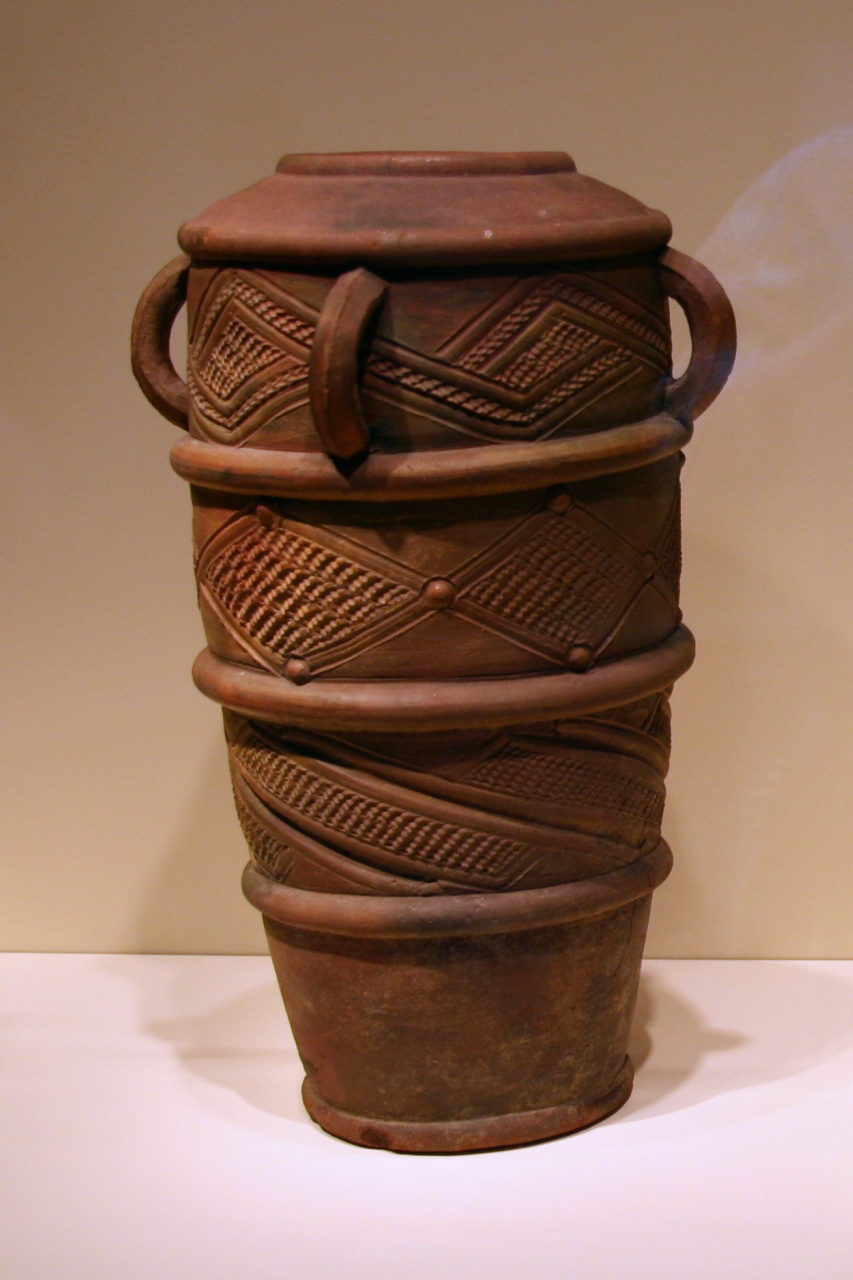
Objecte funerari

L'espiritualitat n'és també la base de l'organització política i social. En la religió dels kongo el món s'entén com a multidimensional. El món material i el món espiritual són dos espais que s'entrecreuen en determinats punts de l'univers, i els humans estan situats en dimensions inferiors o avançades (els sacerdots). Els esperits pertanyen a una altra subdivisió d'aquest univers d'almenys vuit dimensions. En el món dels esperits trobem la ciutat dels avantpassats: Mpemba. Més enllà d'aquests mons hi ha Kalunga Nzambi a Mpungu Tulendo. Els avantpassats són un tipus de mitjancers entre el que és diví i els humans. El diví es percep com la causa primària de tot, l'essència vital i el destí final de totes les coses. Per això, Kalunga és alhora el lloc al qual es dirigeixen els esperits i del qual han sorgit; és el mateix Déu, font d'aquests esperits. Kalunga és també el mar primitiu origen de tot, l'autoengendrat, el Ka que regna sobre tot (ka: 'essència vital'; lunga: 'aconseguir', 'concretar', 'regnar').
La intersecció entre els dos mons té forma de creu, cosa que explica la importància d'aquest símbol en el pensament kongo. A més, el personatge de Ne-Kongo (origen del nom Kongo), se suposa que és la intersecció de Kalunga amb el món humà i, per tant, un ésser diví amb forma humana, també simbolitzat per la creu. Aquestes similituds amb el cristianisme en van facilitar la infiltració.
És una societat matriarcal, en què la descendència s'estableix per línia materna, i el conjunt del poble kongo està agrupat al voltant de dotze clans, que es troben també en les denominacions de nombrosos pobles de l'Àfrica negra.
Pel que fa a les arts, són notables les seves escultures en pedra, ceràmica i ivori.

## Història
Els bakongo, originaris del sud, van emigrar cap al segle iii, en un moviment en espiral, portats pels seus líders Tuti Dia Tiya i Kodi Puanga, i es van establir en els prats d'un gran riu, el Nzadi o Zaire en portuguès. El 1482, els portuguesos, conduïts per Diogo Cão, van arribar a les costes del Regne del Congo, que llavors es trobava en el seu apogeu gràcies al comerç d'ivori amb els pobles de l'interior. Els kongo van establir relacions diplomàtiques amb diversos països, i arribaren fins i tot a enviar una delegació a la cort reial de Portugal el 1485. Les relacions, que van començar sent entre iguals, van passar aviat a ser hegemòniques per part dels portuguesos. Els missioners europeus van convertir els dirigents kongo al cristianisme. Alguns, a més, van voler importar els costums i ritus portuguesos, fet que no va agradar a la majoria dels kongo. A més, el 1452, un profeta, Ne-Buela Muanda, va predir l'arribada dels portuguesos i l'esclavitud física i espiritual de molts kongo. En conseqüència, es van produir tensions entre partidaris del cristianisme i els seguidors de les religions Kongo. El 1526, els portuguesos van ser expulsats, però es van aliar contra els kongo amb caps militars kongo rebels de la província de Yaka: Jagas (Bayaka) el 1568. El Regne del Congo mai va recuperar la seva antiga grandesa.
Durant els anys següents, els kongo van lluitar alternativement en contra i a favor dels portuguesos, neerlandesos i espanyols per acabar colonitzats el 1885. El partit polític kongolès, l'Aliança dels Bakongo (ABAKO), amb les comunitats kimbanguistas i Bundu dia kongo, va exercir un paper destacat en la independència de la República Democràtica del Congo el 1960.
El regne va establir impostos i va ordenar el treball obligatori dels seus ciutadans per finançar la seva estabilitat social. En efecte, el deure principal del rei era ocupar-se de la franja més desafavorida de la societat. El rei podia ser home o dona. Els dies de feina estaven regulats, de manera que hi havia un dia de descans per a tothom cada set dies, però de manera rotativa, depenent de les províncies i clans.
La setmana kongo constava de quatre dies i el mes de 28, i hi havia quatre dies de descans per mes (1 cada 7 dies). Al contrari del que succeïa en moltes societats no africanes de la mateixa època, el sistema social era més favorable als desafavorits en la mesura en què els terratinents s'havien d'ocupar dels més desvalguts, sota pena de deshonor. Era obligatori, per exemple, que el patró fes treballar els seus empleats al matí i els deixés la tarda lliure perquè poguessin produir per a les seves famílies i per al seu propi benefici. La violació d'aquesta norma anava acompanyada d'un descrèdit social.
D'altra banda, el rei era responsable de tots aquests grups socials. Era elegit per un grup de governats, generalment els caps de les tribus més importants i, posteriorment, per les forces portugueses.Tots els membres del govern eren designats per les seves funcions i competències respecte als seus costums amb l'aval de les autoritats religioses.

## Agricultura
Els kongo cultiven iuca, plàtan, blat de moro, batata, cacauets (maní), fesols i taro. Els cultius comercials són el cafè, el cacau, la urena, la banana i l'oli de palma. Alguns grups encara practiquen la caça i la pesca, però molts bakongo viuen, treballen i comercien a la ciutat, abandonant així les pràctiques rurals.

## Tradicions
La setmana kongo solia consistir en quatre dies: konzo, nkenge, nsona i nkandu. El tercer dia, nsona, era considerat sagrat. La tradició ha continuat fins a l'actualitat perquè entre alguns bakongo el tercer dia de la setmana (dimecres) es venera en la mateixa manera que Nsona. Isabel Maria de Gamma va ser la reina vídua del poble bakongo, l'última governanta kongo sota el domini colonial portuguès, i la seva última reina. Després de la seva mort, el 1958, la va succeir el seu marit, Antonio III, com a regent del seu fill Mansala. Amb l'establiment d'un Estat Independent d'Angola, el paper del rei va ser abolit pel nou govern.